# マッカーサー・スクウェア駅
マッカーサースクウェア駅（英語：MacArthur Square Station）は、バージニア州ノーフォークにある駅。ノーフォークのダウンタウンにある。